# Magyari Tibor
Magyari Tibor, névvariáns: Magyary Tibor (Budapest, 1910. december 22. – Budapest, 1978. december 16.) magyar színész.

## Életpályája
Magjerer István szűcssegéd és Csányi Margit fiaként született. Komikusként volt közismert színész, 1939-től Hegyi Péterrel népszerű humorista duót alkottak, a rádióban és vidéken léptek fel. 1940-ben a Pódium Kabaré művésze volt. 1941–42-ben a Royal Revüszínházban, 1944-ben az Andrássy úti Színházban játszott. 1947-ben Hegyivel együtt félévi börtönbüntetésre ítélték, majd másodfokon felmentették, mert a háború idején állítólag feljelentették a Kamara Varieté zsidó származású igazgatóit, akik zsidókat bújtattak, s ezzel maguknak megszerezték a színház engedélyét. Szerepelt a Fővárosi Operettszínházban,  1953-ban az Ifjúsági Színháznál, 1954-től a budapesti Jókai Színháznál, 1960-tól az Állami Déryné Színháznál volt szerződésben. 
Az 1970-es években az óbudai Flórián üzletközpont reklámarca volt, televíziós reklámfilmekben népszerűsítette az áruházat.

## Színház szerepeiből
- Alekszej Nyikolajevics Arbuzov: Jó reggelt boldogság!... Pufók, a részeg
- Tamara Gabbe: Mesterek városa... Muzeron, polgármester
- Theodor Rodet: Ne bízz a nőben!... kényszerzubbonyos
- Heltai Jenő: A néma levente... Beppo
- Jókai Mór: A kőszívű ember fiai... Medizinalrath
- Gárdonyi Géza: Egri csillagok... Krecsmár Gyula
- Móricz Zsigmond: Légy jó mindhalálig... Juhász tanár úr
- Hegedüs Géza: Mátyás király Debrecenben... Költő
- Füsi József: Az aszódi diák... Kocsmáros
- Hárs László: A titkos örs... Varjas

## Filmes és televíziós szerepei
- A láp virága (1943)... Pálfalvy inasa
- Az éjszaka lánya (1943)... Lojzi, betörő
- Házassággal kezdődik (1943)... telefonos férfi a Grillben
- Anyámasszony katonája (1943)
- Zörgetnek az ablakon (1943)
- Második Magyar Kívánsághangverseny (1943)
- Harmatos rózsaszál (1943)
- Ópiumkeringő (1943)
- Fény és árnyék (1943)... vendég Éva estélyén
- Ágrólszakadt úrilány (1943)... János, Dr. Koltay Ádám inasa
- Tengerparti randevú (1943)... Ljuba magántanítványa
- Rémhír (1944)
- Valamit visz a víz (1944)... pincér a Vadliba vendéglőben
- Bulgaro ungarska rapsodiya (1944)
- Sárga kaszinó (1944)... Elmegyógyintézeti beteg
- Menekülő ember (1944)
- Rákóczi hadnagya (1954)
- 2×2 néha 5 (1956)
- Terülj, terülj asztalkám (1956)
- Gerolsteini kaland (1957)
- Csigalépcső (1957)
- Nehéz kesztyűk (1958)
- Csendes otthon (1958)
- Szent Péter esernyője (1958)
- A harangok Rómába mentek (1959)
- Szegény gazdagok (1959)
- Egyszer volt... (1961)
- Harmadik nekifutás (1973)
- Szép maszkok (1974)
- Megtörtént bűnügyek (sorozat)

- Gyilkosság Budán című rész (1974)
- Makra (1974)
- Utánam, srácok! (1975)
- Ereszd el a szakállamat!
- Beszterce ostroma (1976)
- Fent a Spitzbergáknál (1978)